# Jurabahn
| NPZ passiert Schloss Angenstein |                                                                                                 |                                                               |                                                               |
| Streckennummer (BAV): | 226 (Sonceboz-Sombeval–Moutier–Delémont) 230 (Delémont Est–Basel SBB Ost) 232 (Moutier–Lengnau) |                                                               |                                                               |
| Fahrplanfeld: | 230                                                                                             |                                                               |                                                               |
| Streckenlänge: | 71 km                                                                                           |                                                               |                                                               |
| Spurweite: | 1435 mm (Normalspur)                                                                            |                                                               |                                                               |
| Stromsystem: | 15 kV 16,7 Hz ~                                                                                 |                                                               |                                                               |
| Streckengeschwindigkeit: | 140 km/h                                                                                        |                                                               |                                                               |
| Zweigleisigkeit: | Basel SBB–Aesch, Delémont–Choindez, Lengnau–Biel/Bienne                                         |                                                               |                                                               |
| |                                                                                                 |                                                               |                                                               |
| \| \| \| SNCF-Strecke von Mulhouse \| \| \| \| 123,0 \| Basel SBB Richtungswechsel S 3 \| 276,8 m ü. M. \| \| \| \| SBB-Strecken nach Olten S 3 , Brugg–Zürich und Basel Bad. Bf. \| \| \| \| \| Basler Tram \| \| \| \| 121,3 \| Tunnel Wolf \| 212 m \| \| \| 121,0 \| Basel Dreispitz \| 278,2 m ü. M. \| \| \| 120,7 \| Abzw. Ruchfeld; Verbindungskurve von Muttenz \| Abzw. Ruchfeld; Verbindungskurve von Muttenz \| \| \| 120,7 \| Güterbahn Dreispitz \| Güterbahn Dreispitz \| \| \| 118,8 \| Münchensteinerbrücke rechts/links (Birs) \| 44 m/46 m \| \| \| \| Bahnstrecke Basel–Dornach \| \| \| \| 118,3 \| Münchenstein \| 272,7 m ü. M. \| \| \| \| Bahnstrecke Basel–Dornach \| \| \| \| 115,5 \| Dornach-Arlesheim \| 294,2 m ü. M. \| \| \| 114,1 \| Dornach Apfelsee (Haltestelle bis 2030 geplant) \| Dornach Apfelsee (Haltestelle bis 2030 geplant) \| \| \| 113,0 \| Aesch BL \| 298,7 m ü. M. \| \| \| 112,5 \| Tunnel Angenstein \| 64 m \| \| \| 111,0 \| Duggingen \| 316,2 m ü. M. \| \| \| 108,8 \| Grellingen \| 322,3 m ü. M. \| \| \| 107,1 \| Kessilochbrücke Ost (Birs) \| 100 m \| \| \| 106,9 \| Kessilochbrücke West (Birs) \| 91 m \| \| \| 103,5 \| Zwingen \| 346,6 m ü. M. \| \| \| 100,6 \| Laufen \| 355,2 m ü. M. \| \| \| 97,5 \| Bärschwil (Haltestelle stillgelegt) \| 365,4 m ü. M. \| \| \| 96,6 \| Tunnel Bärschwil \| 116 m \| \| \| 96,4 \| Birsbrücke Bärschwil \| Birsbrücke Bärschwil \| \| \| 94,9 \| Tunnel Liesberg \| 184 m \| \| \| 94,8 \| Birsbrücke Liesberg \| Birsbrücke Liesberg \| \| \| 94,2 \| Liesberg (Haltestelle stillgelegt) \| 380,6 m ü. M. \| \| \| 90,6 \| Birsbrücke Soyhières \| 44 m \| \| \| 88,5 \| Soyhières (Haltestelle stillgelegt) \| 399,5 m ü. M. \| \| \| 86,0 \| Sornebrücke Delémont \| Sornebrücke Delémont \| \| \| \| \| \| \| \| 84,6 \| Delémont Fahrtrichtungswechsel \| Delémont Fahrtrichtungswechsel \| \| \| \| SBB-Strecke nach Porrentruy–Delle S 3 \| \| \| \| 81,1 \| Courrendlin (Haltestelle stillgelegt) \| 439,3 m ü. M. \| \| \| 79,8 \| Tunnel Choindez II und III \| 165 bzw. 255 m \| \| \| 79,3 \| Tunnel Choindez I \| 30 m \| \| \| 79,2 \| Choindez (Haltestelle stillgelegt) \| 465,3 m ü. M. \| \| \| 77,9 \| Tunnel Verrerie-de-Moutier \| 32 m \| \| \| 77,6 \| Tunnel Verrerie-de-Roches \| 112 m \| \| \| 75,8 \| Roches BE (Haltestelle stillgelegt) \| 494,2 m ü. M. \| \| \| 75,1 \| Tunnel Moutier 9 \| 13 m \| \| \| 75,0 \| Tunnel Moutier 8 \| 18 m \| \| \| 74,8 \| Tunnel Moutier 7 \| 54 m \| \| \| 74,7 \| Tunnel Moutier 6 \| 23 m \| \| \| 74,6 \| Tunnel Moutier 5 \| 60 m \| \| \| 74,5 \| Birsbrücke Moutier \| Birsbrücke Moutier \| \| \| 74,1 \| Tunnel Moutier 4 \| 8 m \| \| \| 74,0 \| Tunnel Moutier 3 \| 7 m \| \| \| 73,9 \| Tunnel Moutier 2 \| 11 m \| \| \| 73,8 \| Tunnel Moutier 1 \| 31 m \| \| \| \| BLS-Weissensteinlinie von Solothurn \| \| \| \| 73,4 0,0 \| Moutier \| 529,2 m ü. M. \| \| \| \| SBB-Strecke nach Tavannes–Sonceboz \| \| \| \| 1,0 \| \| \| \| \| \| Tunnel Grenchenberg \| 8578 m \| \| \| 9,5 \| \| \| \| \| 10,1 \| Oberdorfbrücke \| 272 m \| \| \| 10,7 \| Grenchen Nord \| 466,6 m ü. M. \| \| \| 11,2 \| Mösliviadukt \| 285 m \| \| \| 12,6 \| SBB-Strecke von Olten–Solothurn \| SBB-Strecke von Olten–Solothurn \| \| \| 13,0 88,0 \| Lengnau (Halt nur von Zügen von/nach Solothurn) \| 439,4 m ü. M. \| \| \| 90,2 \| Pieterlen (Halt nur von Zügen von/nach Solothurn) \| 435,6 m ü. M. \| \| \| 94,0 \| Biel/Bienne Bözingenfeld/Champ[1] \| 443,8 m ü. M. \| \| \| \| (Halt nur von Zügen von/nach Solothurn) \| \| \| \| 95,8 \| Biel Mett (Halt nur von Zügen von/nach Solothurn) \| 442,8 m ü. M. \| \| \| 98,0 \| Verbindungskurve nach Bern \| Verbindungskurve nach Bern \| \| \| 98,0 \| SBB-Strecke von Bern \| SBB-Strecke von Bern \| \| \| 99,4 \| Biel/Bienne \| 437,1 m ü. M. \| \| \| \| Anschluss an ASm-BTI nach Täuffelen–Ins \| \| \| \| \| SBB-Strecke nach La Chaux-de-Fonds \| \| \| \| \| SBB-Strecke nach Neuchâtel \| \| |                                                                                                 |                                                               |                                                               |
| Strecke |                                                                                                 | SNCF-Strecke von Mulhouse                                     | SNCF-Strecke von Mulhouse                                     |
| Bahnhof | 123,0                                                                                           | Basel SBB Richtungswechsel S 3                                | 276,8 m ü. M.                                                 |
| Abzweig geradeaus und nach links |                                                                                                 | SBB-Strecken nach Olten S 3 , Brugg–Zürich und Basel Bad. Bf. | SBB-Strecken nach Olten S 3 , Brugg–Zürich und Basel Bad. Bf. |
| Kreuzung mit U-Bahn geradeaus unten |                                                                                                 | Basler Tram                                                   | Basler Tram                                                   |
| Tunnel | 121,3                                                                                           | Tunnel Wolf                                                   | 212 m                                                         |
| Haltepunkt / Haltestelle | 121,0                                                                                           | Basel Dreispitz                                               | 278,2 m ü. M.                                                 |
| Abzweig geradeaus und von links | 120,7                                                                                           | Abzw. Ruchfeld; Verbindungskurve von Muttenz                  | Abzw. Ruchfeld; Verbindungskurve von Muttenz                  |
| Abzweig geradeaus und ehemals nach rechts | 120,7                                                                                           | Güterbahn Dreispitz                                           | Güterbahn Dreispitz                                           |
| Brücke über Wasserlauf | 118,8                                                                                           | Münchensteinerbrücke rechts/links (Birs)                      | 44 m/46 m                                                     |
| Kreuzung mit U-Bahn geradeaus unten |                                                                                                 | Bahnstrecke Basel–Dornach                                     | Bahnstrecke Basel–Dornach                                     |
| Bahnhof | 118,3                                                                                           | Münchenstein                                                  | 272,7 m ü. M.                                                 |
| Kreuzung mit U-Bahn geradeaus unten |                                                                                                 | Bahnstrecke Basel–Dornach                                     | Bahnstrecke Basel–Dornach                                     |
| Haltepunkt / Haltestelle | 115,5                                                                                           | Dornach-Arlesheim                                             | 294,2 m ü. M.                                                 |
| ehemaliger Haltepunkt / Haltestelle | 114,1                                                                                           | Dornach Apfelsee (Haltestelle bis 2030 geplant)               | Dornach Apfelsee (Haltestelle bis 2030 geplant)               |
| Bahnhof | 113,0                                                                                           | Aesch BL                                                      | 298,7 m ü. M.                                                 |
| Tunnel | 112,5                                                                                           | Tunnel Angenstein                                             | 64 m                                                          |
| Haltepunkt / Haltestelle | 111,0                                                                                           | Duggingen                                                     | 316,2 m ü. M.                                                 |
| Bahnhof | 108,8                                                                                           | Grellingen                                                    | 322,3 m ü. M.                                                 |
| Brücke über Wasserlauf | 107,1                                                                                           | Kessilochbrücke Ost (Birs)                                    | 100 m                                                         |
| Brücke über Wasserlauf | 106,9                                                                                           | Kessilochbrücke West (Birs)                                   | 91 m                                                          |
| Bahnhof | 103,5                                                                                           | Zwingen                                                       | 346,6 m ü. M.                                                 |
| Bahnhof | 100,6                                                                                           | Laufen                                                        | 355,2 m ü. M.                                                 |
| ehemaliger Haltepunkt / Haltestelle | 97,5                                                                                            | Bärschwil (Haltestelle stillgelegt)                           | 365,4 m ü. M.                                                 |
| Tunnel | 96,6                                                                                            | Tunnel Bärschwil                                              | 116 m                                                         |
| Brücke über Wasserlauf | 96,4                                                                                            | Birsbrücke Bärschwil                                          | Birsbrücke Bärschwil                                          |
| Tunnel | 94,9                                                                                            | Tunnel Liesberg                                               | 184 m                                                         |
| Brücke über Wasserlauf | 94,8                                                                                            | Birsbrücke Liesberg                                           | Birsbrücke Liesberg                                           |
| Dienststation / Betriebs- oder Güterbahnhof | 94,2                                                                                            | Liesberg (Haltestelle stillgelegt)                            | 380,6 m ü. M.                                                 |
| Brücke über Wasserlauf | 90,6                                                                                            | Birsbrücke Soyhières                                          | 44 m                                                          |
| Dienststation / Betriebs- oder Güterbahnhof | 88,5                                                                                            | Soyhières (Haltestelle stillgelegt)                           | 399,5 m ü. M.                                                 |
| Brücke über Wasserlauf | 86,0                                                                                            | Sornebrücke Delémont                                          | Sornebrücke Delémont                                          |
| Abzweig geradeaus und von links · Strecke von rechts |                                                                                                 |                                                               |                                                               |
| Bahnhof · Strecke | 84,6                                                                                            | Delémont Fahrtrichtungswechsel                                | Delémont Fahrtrichtungswechsel                                |
| Strecke nach rechts · Strecke |                                                                                                 | SBB-Strecke nach Porrentruy–Delle S 3                         | SBB-Strecke nach Porrentruy–Delle S 3                         |
| ehemaliger Haltepunkt / Haltestelle | 81,1                                                                                            | Courrendlin (Haltestelle stillgelegt)                         | 439,3 m ü. M.                                                 |
| Tunnel | 79,8                                                                                            | Tunnel Choindez II und III                                    | 165 bzw. 255 m                                                |
| Tunnel | 79,3                                                                                            | Tunnel Choindez I                                             | 30 m                                                          |
| Dienststation / Betriebs- oder Güterbahnhof | 79,2                                                                                            | Choindez (Haltestelle stillgelegt)                            | 465,3 m ü. M.                                                 |
| Tunnel | 77,9                                                                                            | Tunnel Verrerie-de-Moutier                                    | 32 m                                                          |
| Tunnel | 77,6                                                                                            | Tunnel Verrerie-de-Roches                                     | 112 m                                                         |
| ehemaliger Haltepunkt / Haltestelle | 75,8                                                                                            | Roches BE (Haltestelle stillgelegt)                           | 494,2 m ü. M.                                                 |
| Tunnel | 75,1                                                                                            | Tunnel Moutier 9                                              | 13 m                                                          |
| Tunnel | 75,0                                                                                            | Tunnel Moutier 8                                              | 18 m                                                          |
| Tunnel | 74,8                                                                                            | Tunnel Moutier 7                                              | 54 m                                                          |
| Tunnel | 74,7                                                                                            | Tunnel Moutier 6                                              | 23 m                                                          |
| Tunnel | 74,6                                                                                            | Tunnel Moutier 5                                              | 60 m                                                          |
| Brücke über Wasserlauf | 74,5                                                                                            | Birsbrücke Moutier                                            | Birsbrücke Moutier                                            |
| Tunnel | 74,1                                                                                            | Tunnel Moutier 4                                              | 8 m                                                           |
| Tunnel | 74,0                                                                                            | Tunnel Moutier 3                                              | 7 m                                                           |
| Tunnel | 73,9                                                                                            | Tunnel Moutier 2                                              | 11 m                                                          |
| Tunnel | 73,8                                                                                            | Tunnel Moutier 1                                              | 31 m                                                          |
| Abzweig geradeaus und von links |                                                                                                 | BLS-Weissensteinlinie von Solothurn                           | BLS-Weissensteinlinie von Solothurn                           |
| Bahnhof | 73,4 0,0                                                                                        | Moutier                                                       | 529,2 m ü. M.                                                 |
| Abzweig geradeaus und nach links |                                                                                                 | SBB-Strecke nach Tavannes–Sonceboz                            | SBB-Strecke nach Tavannes–Sonceboz                            |
| Tunnelanfang | 1,0                                                                                             |                                                               |                                                               |
| Strecke (im Tunnel) |                                                                                                 | Tunnel Grenchenberg                                           | 8578 m                                                        |
| Tunnelende | 9,5                                                                                             |                                                               |                                                               |
| Brücke | 10,1                                                                                            | Oberdorfbrücke                                                | 272 m                                                         |
| Bahnhof | 10,7                                                                                            | Grenchen Nord                                                 | 466,6 m ü. M.                                                 |
| Strecke von links · Kreuzung geradeaus oben | 11,2                                                                                            | Mösliviadukt                                                  | 285 m                                                         |
| Strecke nach links · Abzweig geradeaus und von rechts | 12,6                                                                                            | SBB-Strecke von Olten–Solothurn                               | SBB-Strecke von Olten–Solothurn                               |
| Bahnhof | 13,0 88,0                                                                                       | Lengnau (Halt nur von Zügen von/nach Solothurn)               | 439,4 m ü. M.                                                 |
| Haltepunkt / Haltestelle | 90,2                                                                                            | Pieterlen (Halt nur von Zügen von/nach Solothurn)             | 435,6 m ü. M.                                                 |
| Haltepunkt / Haltestelle | 94,0                                                                                            | Biel/Bienne Bözingenfeld/Champ                                | 443,8 m ü. M.                                                 |
| Strecke |                                                                                                 | (Halt nur von Zügen von/nach Solothurn)                       | (Halt nur von Zügen von/nach Solothurn)                       |
| Haltepunkt / Haltestelle | 95,8                                                                                            | Biel Mett (Halt nur von Zügen von/nach Solothurn)             | 442,8 m ü. M.                                                 |
| Abzweig geradeaus und nach links | 98,0                                                                                            | Verbindungskurve nach Bern                                    | Verbindungskurve nach Bern                                    |
| Abzweig geradeaus und von links | 98,0                                                                                            | SBB-Strecke von Bern                                          | SBB-Strecke von Bern                                          |
| Bahnhof | 99,4                                                                                            | Biel/Bienne                                                   | 437,1 m ü. M.                                                 |
| Strecke |                                                                                                 | Anschluss an ASm-BTI nach Täuffelen–Ins                       | Anschluss an ASm-BTI nach Täuffelen–Ins                       |
| Abzweig geradeaus und nach rechts |                                                                                                 | SBB-Strecke nach La Chaux-de-Fonds                            | SBB-Strecke nach La Chaux-de-Fonds                            |
| Strecke |                                                                                                 | SBB-Strecke nach Neuchâtel                                    | SBB-Strecke nach Neuchâtel                                    |

Die Jurabahn ist eine normalspurige Eisenbahnstrecke der Schweizerischen Bundesbahnen (SBB) und der BLS AG. Sie führt von Basel entlang der Birs in das Juragebirge nach Delémont und weiter in den Berner Jura und nach Biel. Der Verkehr auf der Strecke wird im Fahrplanfeld 230 des amtlichen Kursbuchs abgebildet.

## Geschichte
Die Bahnstrecke wurde in mehreren Etappen von der Compagnie du Jura bernois (JB) erstellt und bildete die Hauptstrecke der im «Berner Jura» tätigen Gesellschaft. Am 30. April 1874 wurden die Strecke Biel–Sonceboz–Tavannes und die Zweigstrecke Sonceboz–Convers (als Teil der Verbindung nach La Chaux-de-Fonds) eröffnet. Die Eröffnung der Strecke Basel–Delémont folgte am 23. September 1875. Die Lücke zwischen Tavannes und Delémont wurde am 16. Dezember 1876 mit der Eröffnung der beidseitigen Streckenabschnitte Tavannes–Court und Moutier–Delémont weiter verkleinert. Die durchgehende Verbindung von Biel nach Basel wurde schliesslich am 24. Mai 1877 eröffnet, mit Inbetriebnahme des Abschnitts Court–Moutier.
Die beschriebene Strecke war bis zur Eröffnung des Grenchenbergtunnels im Jahre 1915 die kürzeste Bahnverbindung von Basel nach Biel. Auch führte bis zum Ersten Weltkrieg die nördlichste Bahnverbindung zwischen der Schweiz und Frankreich über Delle, genutzt wurden dabei der Abschnitt Basel–Delémont der Jurabahnstrecke, die Bahnstrecke Delémont–Delle, die Bahnstrecke Belfort–Delle und der bei der Compagnie de l’Est verbliebene Abschnitt der Bahnstrecke Paris–Mulhouse, der nicht mit dem Elsass ans Deutsche Kaiserreich abgetreten werden musste.
Um die Strecke Delémont–Biel zu verkürzen und damit auch die Fahrzeit von Biel nach Basel respektive Belfort, wurde die sogenannte Münster-Lengnau-Bahn (MLB) erstellt. Die rund 13 Kilometer lange Bahnstrecke besteht im Wesentlichen aus dem knapp 8,6 Kilometer langen, einspurigen Grenchenbergtunnel. Die Berner Alpenbahn-Gesellschaft Bern–Lötschberg–Simplon baute die MLB, um die Zufahrt zu ihrer Lötschbergstrecke zu verbessern; während die Strecke Eigentum der BLS ist, werden die Züge seit der Eröffnung 1915 durch die SBB geführt.
Nach dem Zweiten Weltkrieg investierte die SNCF in den Ausbau der Strecke Belfort–Mulhouse–Basel, wodurch die alte «Elsässerbahn» die Strecke über Delle zu einer regionalen Nebenstrecke degradierte. Die Strecke Belfort–Delle wurde 1992 für den Personenverkehr stillgelegt, der grenzüberschreitende Abschnitt Boncourt–Delle folgte 1996. Im Zusammenhang mit dem Bau der LGV Rhin-Rhône wurde der französische Streckenabschnitt im Dezember 2018 als Zubringerverbindung reaktiviert; der Abschnitt Boncourt-Delle wurde in einem symbolischen Akt bereits im Dezember 2006 wieder in Betrieb genommen.

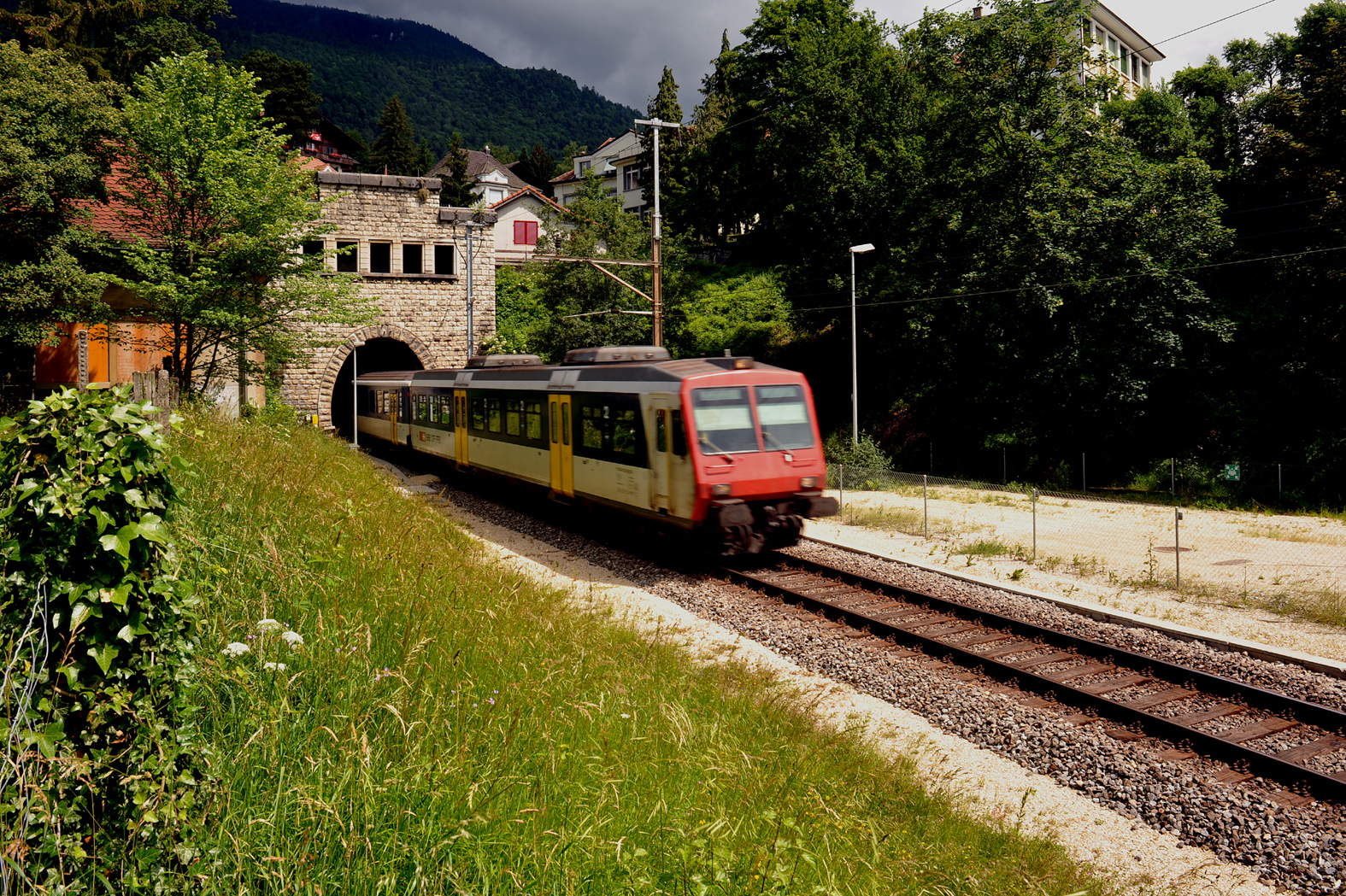
Südportal des Grenchenbergtunnels
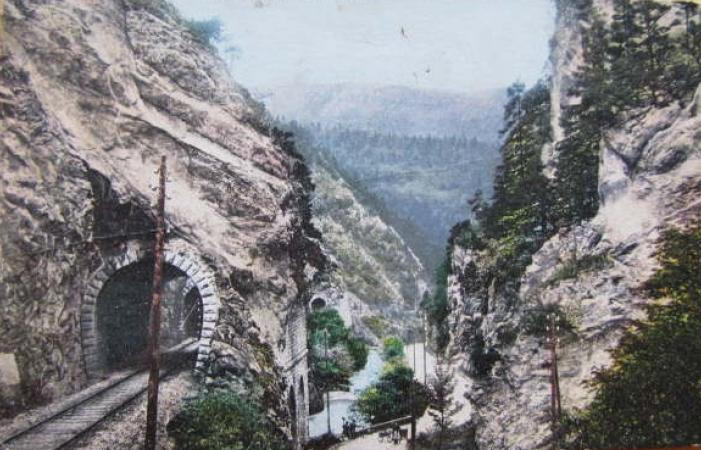
Felsdurchstich zwischen Roches und Moutier vor der Elektrifizierung
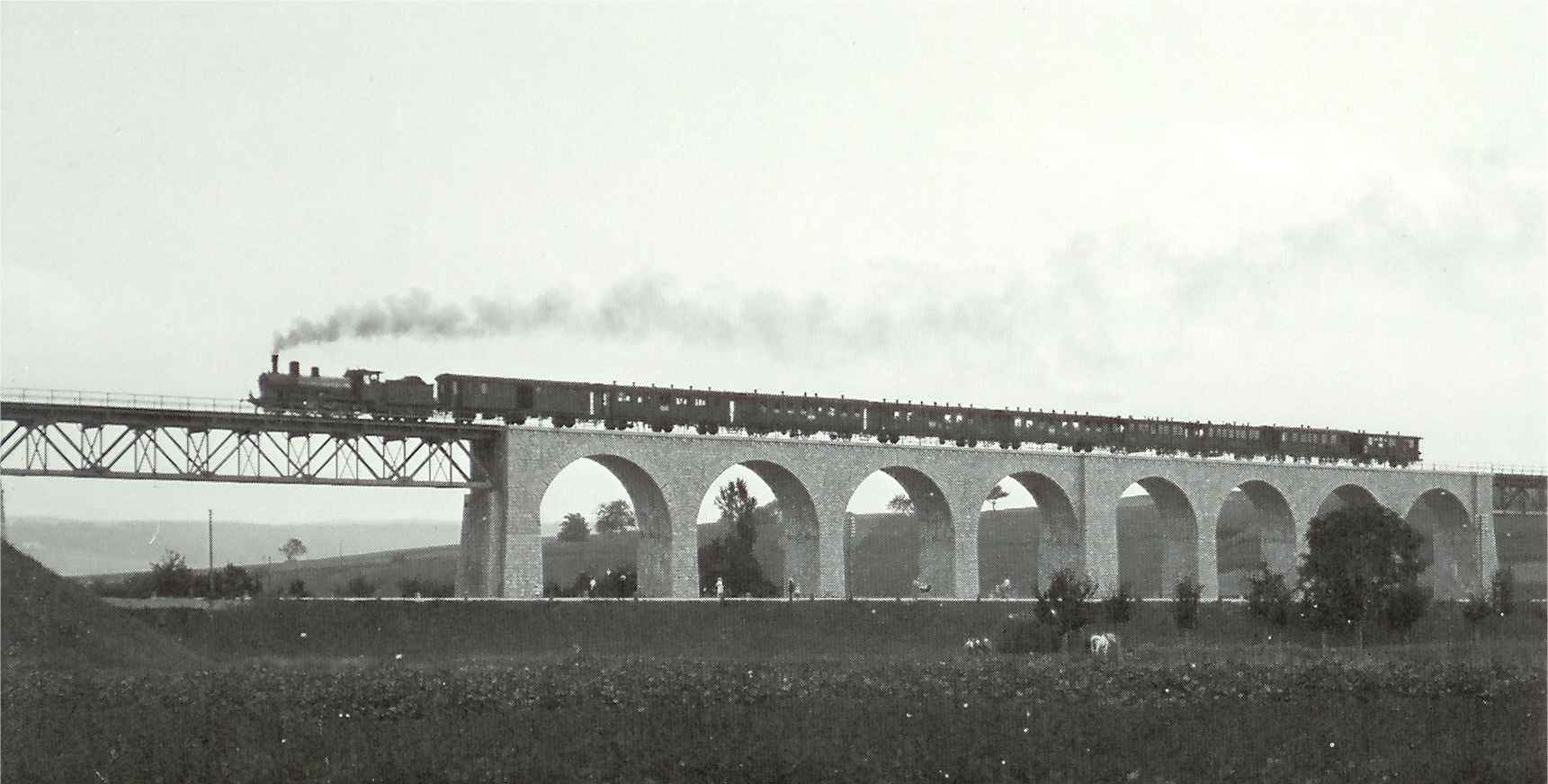
Historische Aufnahme des Mösliviadukts der Münster-Lengnau-Bahn

## Streckenverlauf
Die Bahnlinie durchquert von Norden nach Süden verschiedene Regionen der Kantone Basel-Stadt, Basel-Landschaft, Solothurn, Jura und Bern.
Ab Basel (278 m ü. M.) führt die Strecke dem Güterbahnhof Wolf entlang und im Birseck durch die Vorortsgemeinden Münchenstein, Arlesheim, Dornach (Kanton Solothurn) und Aesch. Hier unterquert die Bahn bei einer Klus des Juragebirges in einem kurzen Tunnel das Schloss Angenstein. Entlang der Birs schlängelt sich die Bahn in südwestlicher Richtung weiter nach Grellingen. Im Ersten und Zweiten Weltkrieg wurden die beiden Bahnbrücken über die Birs im Chessiloch von Truppen der Schweizer Armee bewacht. Daran erinnern heute noch die Wappen der dort stationierten Einheiten und von Soldaten in die Felswände geritzte Inschriften. Im breiter werdenden Laufental erreicht die Strecke nach Laufen und Liesberg den Kanton Jura und dessen Hauptort Delémont (deutsch «Delsberg»). Der Bahnhof Delsberg liegt auf 413 m ü. M.
In Delémont befindet sich die historische Lokomotivremise Rotonde de Delémont. Der Rundschuppen mit Drehscheibe beheimatet heute die Historische Eisenbahn Gesellschaft (HEG), die sich für die Erhaltung, Restaurierung und den Betrieb von historischem Rollmaterial der Schweizer Bahnen einsetzt. Den Bahnhof verlässt geradeaus die Bahnstrecke Delémont–Delle, die über Porrentruy und Boncourt führt; sie wird seit Dezember 2004 stündlich von der S3 der S-Bahn Basel bedient.
In Richtung Biel weiterfahrende Züge müssen im Bahnhof die Richtung wechseln. (Spitzkehre). Nach der Ebene von Delémont erreicht die Strecke Courrendlin und durchquert von dort aus die Klus bei Choindez und Roches. In dieser für den Jura typischen Querschlucht folgen sich zahlreiche kurze Felsdurchstiche. Auf der zwei Kilometer langen Strecke zwischen Roches und Moutier («Münster») sind es neun weitere kurze Tunnels. Der längste davon ist 60 Meter, der kürzeste nur gerade sieben Meter lang. Den Bahnhof von Moutier (529 m ü. M.) erreicht von Osten her auch die Strecke der Solothurn-Münster-Bahn (SMB), heute BLS, die von Solothurn herkommt.
Den Bahnhof von Moutier verlassen in der gleichen Richtung sowohl die ursprüngliche Jurabahnstrecke, die via Tavannes und Sonceboz nach Biel führt, wie auch die neuere Münster-Lengnau-Bahn, die via Grenchen nach Biel führt. Südlich von Moutier fahren die Züge auf der MLB-Strecke in den 8'578 Meter langen Grenchenbergtunnel, bei dessen Nordportal auf 535 m ü. M. die höchste Stelle im Streckenprofil liegt, und erreichen südlich des Tunnels den Bahnhof Grenchen Nord. Nach einem Überwerfungsviadukt fädelt sich die MLB-Strecke in Lengnau in die Strecke Olten–Solothurn–Biel ein, die zur Jurasüdfusslinie der SBB gehört, und benutzt diese mit bis nach Biel.

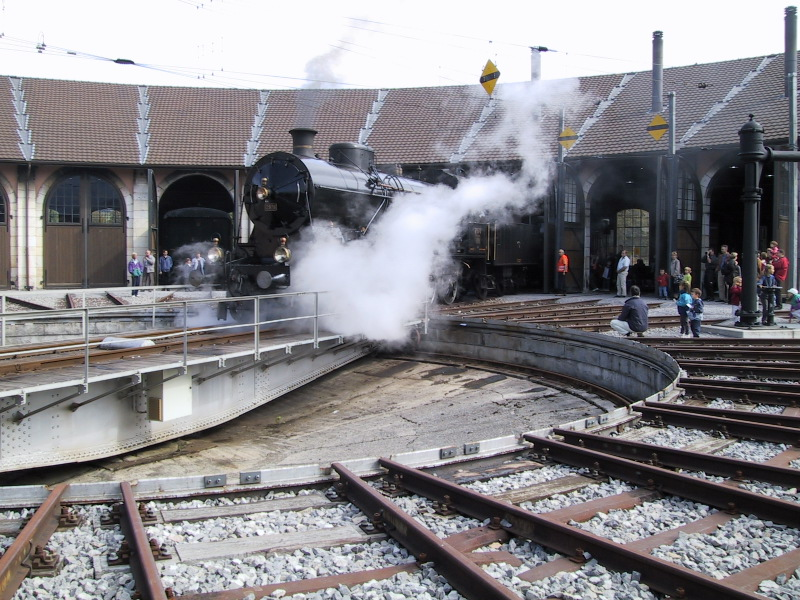
Rotonde Delémont mit Dampflokomotive C 5/6 2978
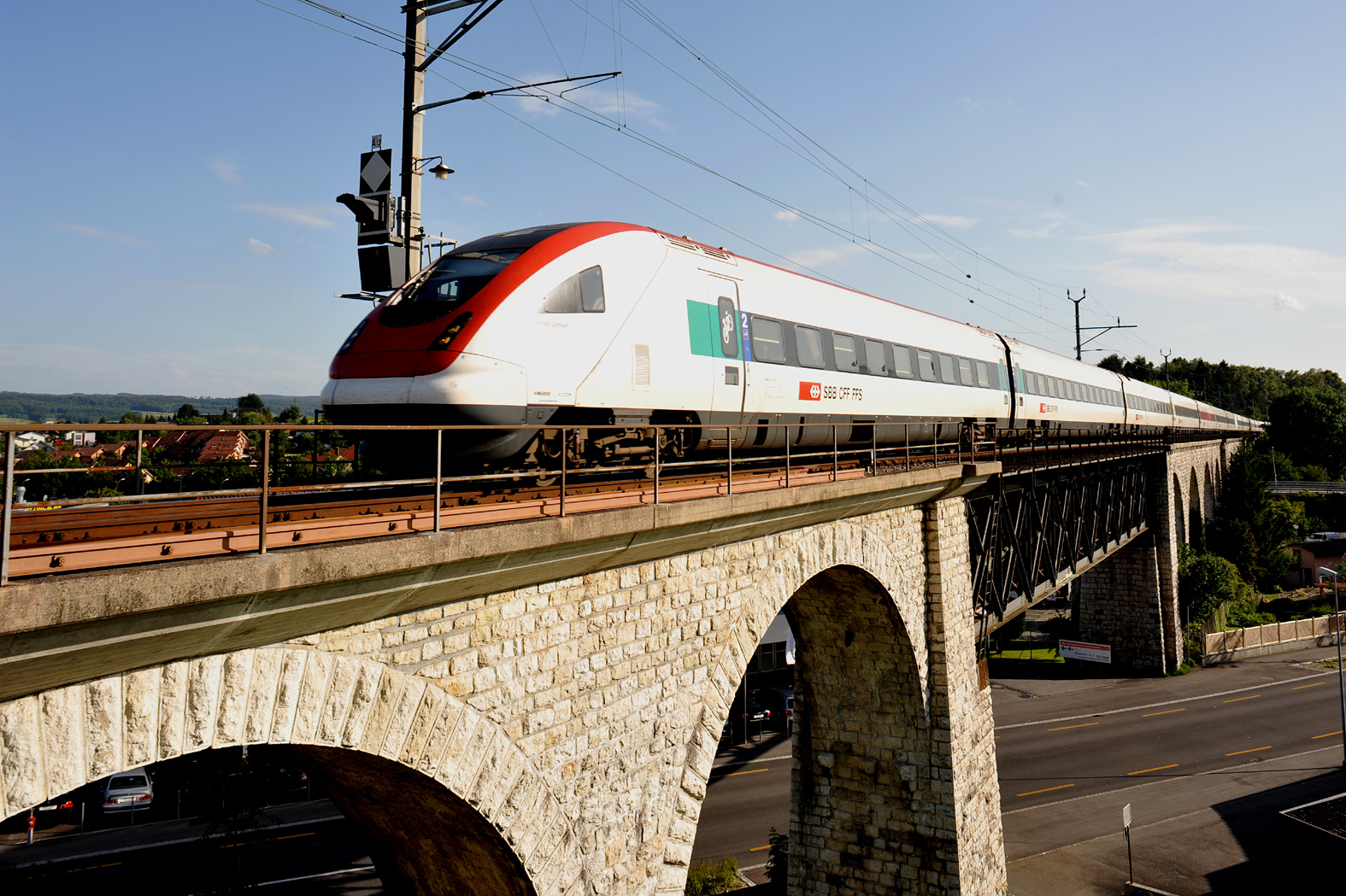
ICN auf dem Mösliviadukt bei Grenchen

## Ausbau
Im Rahmen des Ausbaus des Bahnknotens Basel sind verschiedene Ausbauten an der Strecke geplant. Einerseits soll per Fahrplanwechsel im Dezember 2025 der Halbstundentakt im Fernverkehr zwischen Basel und Biel eingeführt werden, bestehend aus dem 51 Basel SBB – Biel/Bienne – Lausanne der SBB und dem  56 Basel SBB – Biel/Bienne der BLS. Zu diesem Zweck wird die Strecke zwischen Duggingen und Grellingen (Chessiloch) bis 2025 auf Doppelspur ausgebaut. Damit ab 2030 die S-Bahn Basel bis Aesch im Viertelstundentakt verkehren kann, soll dort ein neues Wendegleis gebaut werden. Zwischen Dornach und Aesch soll ausserdem die neue Haltestelle Dornach Apfelsee entstehen um das dortige Neubauquartier zu erschliessen.
1924 und 1925 wurden die beiden Birsbrücken bei Münchenstein erneuert.

## Unfälle

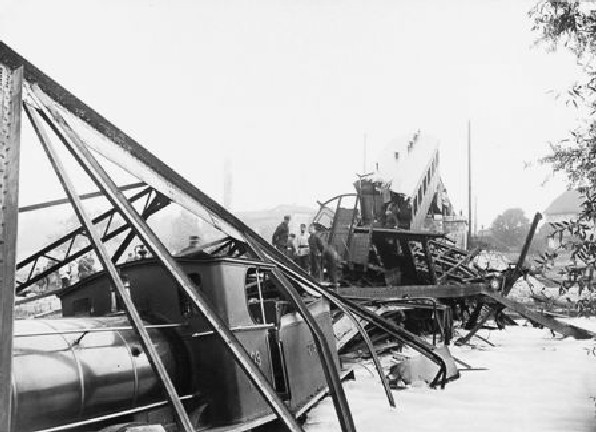
Brückeneinsturz bei Münchenstein 1891

Am 14. Juni 1891 ereignete sich auf der Bahnstrecke die bis heute grösste Eisenbahnkatastrophe der Schweiz: Bei Münchenstein brach unterhalb des Dorfes die von Gustave Eiffel gebaute Münchensteinerbrücke über die Birs unter einem von Basel herkommenden Zug zusammen. Drei Wagen und die beiden Lokomotiven stürzten in die hochgehende Birs. 73 Personen kamen dabei ums Leben, 171 wurden verletzt. Ursache für dieses Unglück war das Ausknicken einer zu schwachen Druckstrebe.
Als am 26. März 1974 der Schnellzug Cerbère–Genf–Basel–Hamburg in Choindez eine Weiche passierte, wurde das erste Drehgestell des Speisewagens auf das linke und das zweite auf das rechte Streckengeleise der Doppelspur gelenkt. Der Speisewagen rollte so einen Kilometer auf beiden Geleisen weiter und passierte den kurzen doppelspurigen Tunnel Choindez I. Bei den beiden parallelen einspurigen Tunnel Choindez II und III prallte der Speisewagen gegen den Felsen, wobei zwei deutsche Staatsangehörige und ein Schweizer starben und 27 Personen verletzt wurden.

## Medien
Viele Szenen des 1976 unter der Regie von George Pan Cosmatos produzierten Spielfilms Treffpunkt Todesbrücke wurden auf der Strecke der Jurabahn gedreht. Einige Handlungen zeigen auch andere Streckenabschnitte im Juragebirge, zum Beispiel das Viadukt von Saint-Ursanne.